# Come il vetro
| Recensione | Giudizio |
| ---------- | -------- |
| Rumore     |          |

Come il vetro è un album discografico in studio del cantautore italiano Garbo, pubblicato nel 2008.

## Tracce
1. Come il vetro – 4:06
2. Chi sei – 3:30
3. Voglio morire giovane – 4:41
4. LEI – 3:40
5. Più avanti – 4:49
6. Ciao – 4:31
7. Voglio tutto – 3:40
8. Anni – 3:48
9. Baby I Love You – 3:56
10. NO – 3:49
11. La mia finestra – 1:45